# Henry Carr
Henry William Carr (27. listopadu 1942 Montgomery, Alabama – 29. května 2015 Griffin, Georgie) byl americký atlet, sprinter, dvojnásobný olympijský vítěz.

## Sportovní kariéra
Sportu se začal věnovat na střední škole. Postupně se specializoval na běhu na 220 yardů (201 metrů), ve kterém také vytvořil světový rekord (20,2). Na olympiádě v Tokiu v roce 1964 získal dvě zlaté medaile – v běhu na 200 metrů a ve štafetě na 4×400 metrů. Následující rok podepsal smlouvu s klubem amerického fotbalu New York Giants a s atletikou skončil.